# Paraleptonia pacei
Paraleptonia pacei är en skalbaggsart som beskrevs av Klimaszewski in Klimaszewski och Winchester 2002. Paraleptonia pacei ingår i släktet Paraleptonia och familjen kortvingar. Inga underarter finns listade i Catalogue of Life.